# Kraftwerk Bergheim
Das Kraftwerk Bergheim ist ein Laufwasserkraftwerk der Donau Wasserkraft AG an der Donau.
Das 1970 fertiggestellte Kraftwerk liegt bei Bergheim im Landkreis Neuburg-Schrobenhausen. Die elektrische Leistung der Anlage, welche über drei Kaplanturbinen verfügt, beträgt 23,7 MW. Der Betreiber ist Uniper Kraftwerke GmbH. Es wird nur Bahnstrom erzeugt, der über die Schaltanlage loco Kraftwerk in die 110-kV-Spannungsebene des Bahnstromnetzes von DB Energie GmbH eingespeist wird. Bei der Bundesnetzagentur hat das Kraftwerk die Nummer BNA0065.